# 신시아 키르히너

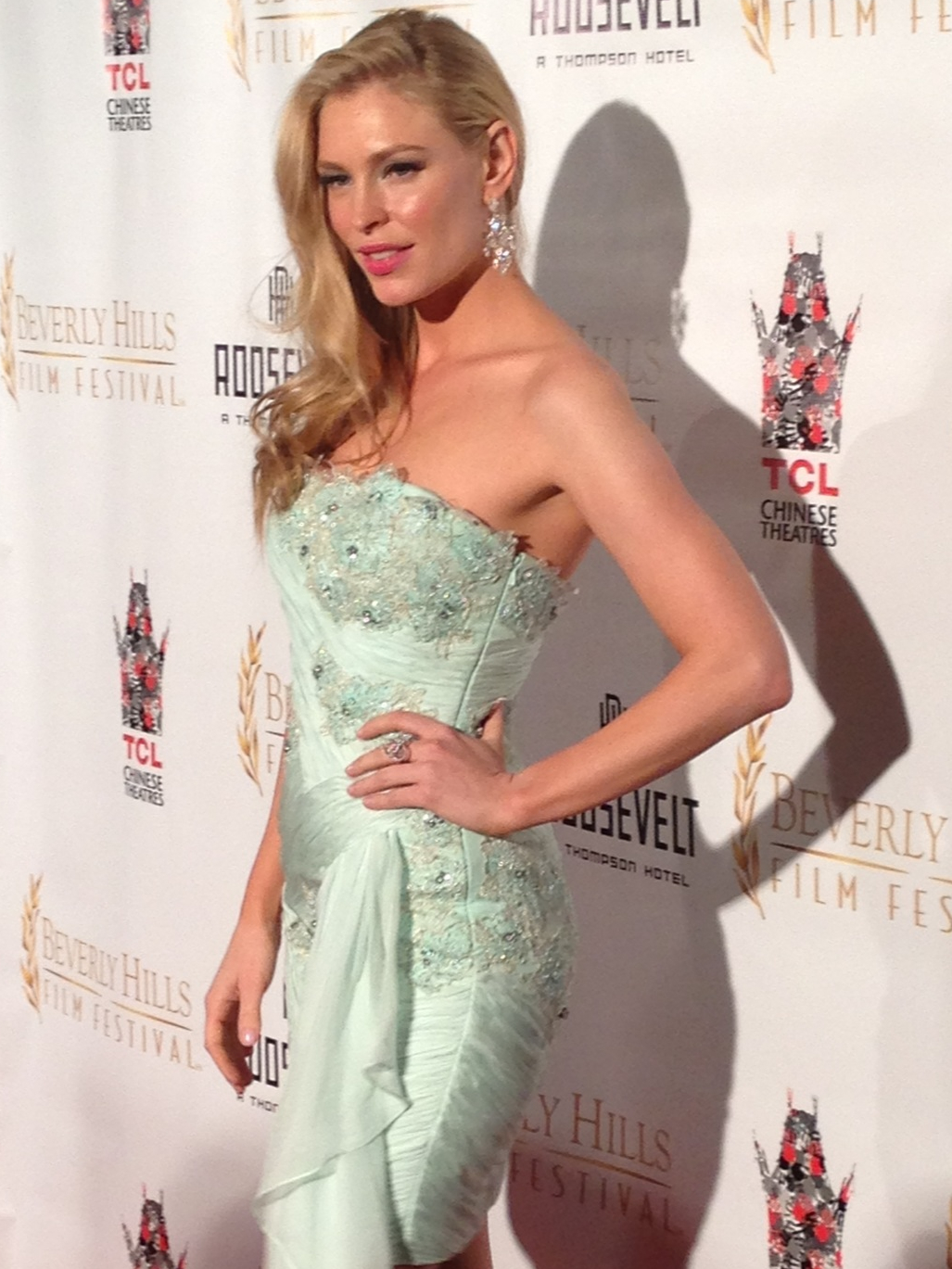

신시아 커슈너(Cynthia Kirchner, 1982년 4월 21일 ~ )는 미국의 배우, 모델, 제작자이다.
브루클린에서 태어났다.

## 영화
- 핫 봇 (2016, Hot Bot)
- 파이브 갤럭시스 (2019, 5 Galaxies) - AI 역